# Биси ла Пел (Нијевр)
Биси ла Пел (фр. Bussy-la-Pesle) насеље је и општина у источном делу централне Француске у региону Бургоња, у департману Нијевр која припада префектури Кламси.
По подацима из 2011. године у општини је живело 41 становника, а густина насељености је износила 7,96 становника/km². Општина се простире на површини од 5,15 km². Налази се на средњој надморској висини од 440 метара (максималној 310 m, а минималној 219 m).

## Демографија
| 1962. | 1968. | 1975. | 1982. | 1990. | 1999. | 2011. |
| ----- | ----- | ----- | ----- | ----- | ----- | ----- |
| 46    | 50    | 42    | 44    | 38    | 32    | 41    |

График промене броја становника у току последњих година